# Kromieryż

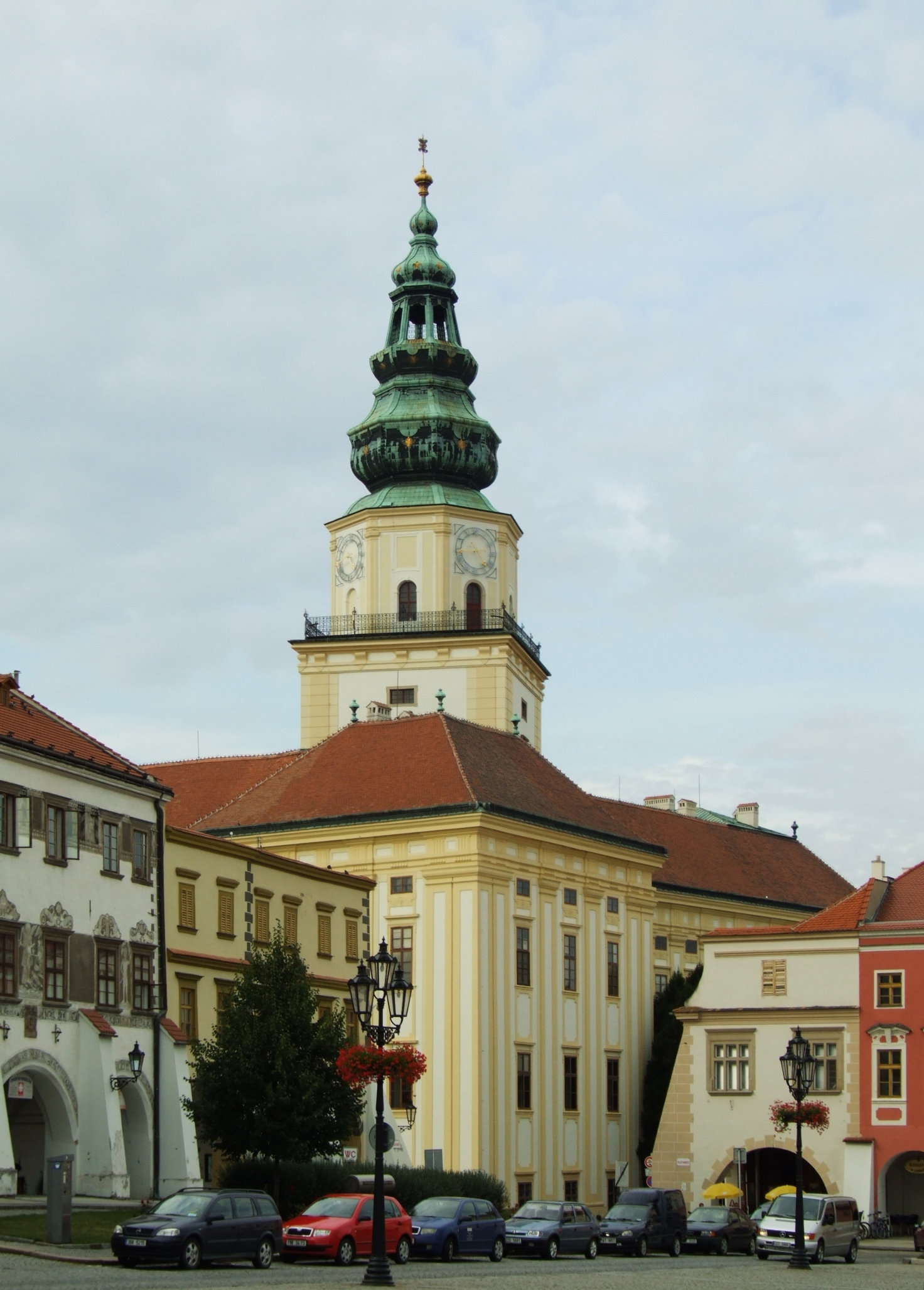
Pałac arcybiskupi

Kromieryż, Kromierzyż (cz. Kroměřížⓘ, wym. [ˈkromɲɛr̝iːʃ]; niem. Kremsier) – miasto w Czechach, na Morawach, w kraju zlińskim, siedziba powiatu Kromieryż. Leży nad Morawą. W 2011 roku liczył 29 076 mieszkańców.

## Historia
Pierwsze pisemne wzmianki o Kromieryżu, jako o osadzie handlowej z mostem, mytem i karczmami pochodzą z XII wieku. Po 1260 za kadencji biskupa Brunona z Schauenburku znaczenie osady wzrosło. Kromieryż uzyskał charakter ufortyfikowanego miasta, rozpoczęto budowę kościoła św. Maurycego. W 1411 król Wacław IV zatwierdził i jednocześnie rozszerzył przywileje miejskie. Od początku XVI wieku pozycja Kromieryża jako administracyjnego centrum ołomunieckiego biskupstwa wzmocniła się. Jednak podczas wojny trzydziestoletniej rozwijające się miasto zostało niemal całkowicie zniszczone. Rozległa odbudowa Kromieryża była zasługą biskupa Karola Liechtenstein-Kastelcorna (1664–1695). Dzięki niemu miasto stało się skarbcem sztuki barokowej.
W 1777 Kromieryż, dzięki podniesieniu rangi biskupstwa w Ołomuńcu, stał się rezydencją arcybiskupów. W 1885 w mieście doszło do spotkania cara Aleksandra III z cesarzem Franciszkiem Józefem I.
Podczas Wiosny Ludów w latach 1848–1849 odbywały się tu obrady austriackiego parlamentu, przeniesione z ogarniętego walkami rewolucyjnymi Wiednia. W 1953 centrum miasta zostało ogłoszone „miejską spuścizną narodową”. W 1997 miasto zwyciężyło w ogólnokrajowym konkursie „Historyczne Miasto Roku”. A w 1998 ogrody i renesansowo-barokowy zamek biskupów ołomunieckich w Kromieryżu zostały wpisane na listę światowego dziedzictwa UNESCO.

## Zabytki
- pałac arcybiskupi – zabytek UNESCO, pierwotnie gotycko-renesansowy zamek został zniszczony podczas najazdu wojsk szwedzkich w 1643. Za czasów biskupa Karola Liechtensteina została przeprowadzona wielka przebudowa zamku na rezydencję w stylu wczesnego baroku, kierowana przez architekta G.P. Tencallę(inne języki). Pałac służył jako rezydencja biskupia i centrum administracyjne biskupstwa w Ołomuńcu. W pałacu znajdują się zabytkowe sale ze stylowymi wnętrzami, galeria obrazów (dzieła Tycjana i Lucasa Cranacha starszego), cenne archiwum muzyczne, zabytkowa biblioteka oraz bogaty zbiór numizmatyczny.
- ogród zamkowy – zabytek UNESCO, obecny charakter parku plenerowego o powierzchni 64 ha uzyskał w pierwszej połowie XIX wieku, kiedy to został wzbogacony licznymi budowlami, jak Kolumnada Pompejańska, Pawilon Chiński czy Dwór Maksymiliański.
- ogród kwiatowy – zabytek UNESCO, unikatowy przykład ogrodu barokowego na terenie Czech. Powstał w latach 1666–1675 według projektu F. Lucchesego(inne języki) oraz  G.P. Tencalli(inne języki). W ogrodzie znajduje się kolumnada o długości 224 m z posągami przedstawiającymi postacie z mitologii greckiej. Pośrodku parku usytuowany został ośmioboczny pawilon (rotunda) ozdobiony zabytkowymi rzeźbami, freskami i mozaikami.
- ratusz – pierwsze wzmianki z 1574, wiadomo jednak, że istniał on już wcześniej. Obecny wygląd uzyskał około 1611, a pod koniec XVII wieku został przebudowany.
- muzeum regionalne – znajduje się w domu wybudowanym w 1609 w stylu późnego renesansu. W latach 1636–1649 miał tutaj swoją siedzibę jezuicki internat.
- kościół św. Maurycego – gotycki kościół zbudowany w 1260 przez biskupa Brunon ze Schauenburga. W późniejszych latach kościół mocno ucierpiał na skutek pożarów i rabunków, zwłaszcza w okresie wojen husyckich. Odrestaurowano go w 1516 staraniem ówczesnego biskupa  Stanisława Thurzona(inne języki). Dalsze prace rekonstrukcyjne trwały za czasów biskupa Stanislava Pavlovskýego i zakończyły się dopiero pod koniec XVI w. Obecny wygląd świątynia zawdzięcza przebudowie w stylu nowogotyckim po pożarze w 1836.
- kościół św. Jana Chrzciciela – powstał w latach 1737–1768 u schyłku baroku. Architektura świątyni jest połączeniem austriackich i czeskich koncepcji budowniczych. Jest to jeden z najcenniejszych zabytków barokowych na Morawach.
- kolumna Marii Panny – zbudowana w 1680 jako wyraz podziękowania za zakończenie morowej epidemii. Kolumna jest zdobiona rzeźbami św. Wacława, św. Floriana, św. Rocha i św. Maurycego.
- winiarnie arcybiskupie – założone w 1266 przez biskupa Bruna z Schauenburka. W 1345 czeski król Karol IV przyznał winiarniom prawo do produkcji wina mszalnego; od tej pory produkuje się tu naturalne wina według norm watykańskich.
- cerkiew Świętych Cyryla i Metodego

## Znane postacie związane z Kromieryżem
- Čeněk Slepánek(inne języki) (1878–1944) – czeski pisarz, studiował w mieście
- Karel Kryl (1944–1994) – czeski pieśniarz, urodzony w mieście
- Viktor Lorenc (1843–1915) – inżynier, pierwszy wybitny czeski taternik, autor szeregu pierwszych wejść w Tatrach, urodzony w mieście
- Patrik Rytmus Vrbovský (1977) – słowacki raper, urodzony w mieście
- Bartosz Paprocki (~1540–1614) – heraldyk polski i czeski (nazywany ojcem heraldyki polskiej i czeskiej)

## Miasta partnerskie
- Piekary Śląskie
- Châteaudun
- Nitra
- Râmnicu Vâlcea
- Krems an der Donau